# Замбелиос, Иоаннис
Иоа́ннис Замбе́лиос (греч. Ιωάννης Ζαμπέλιος; 1787—1856) — греческий поэт и драматург.
Родился и жил на острове Лефкас. Обратил на себя внимание лирическими стихотворениями и трагедиями, из которых «Тимолеон» (1818) с большим успехом была поставлена в Вене. Из его трагедий известны также: «Георг Кастриот Скандербек»; «Константин Палеолог»; «Ригас»; «Боцарис»; «Карайскакис»; «Кодр, царь афинский»; «Медея»; «Одиссей» и другие. Написал несколько филологических трудов. Полное собрание сочинений было издано в Афинах в 1856—1857 гг.